# Хакусан (город)
Хакусан (яп. 白山市 Хакусан-си) — город в Японии, находящийся в префектуре Исикава. Площадь города составляет 755,17 км², население — 109 089 человек (1 июля 2014), плотность населения — 144,46 чел./км².

## Географическое положение
Город расположен на острове Хонсю в префектуре Исикава региона Тюбу. С ним граничат города Канадзава, Комацу, Номи, Оно, Кацуяма, Такаяма, Нанто, посёлки Ноноити, Кавакита и село Сиракава.

## Население
Население города составляет 109 089 человек (1 июля 2014), а плотность — 144,46 чел./км². Изменение численности населения с 1980 по 2005 годы:
| 1980 | 81 286 чел.  |  |
| 1985 | 92 331 чел.  |  |
| 1990 | 98 499 чел.  |  |
| 1995 | 103 580 чел. |  |
| 2000 | 106 977 чел. |  |
| 2005 | 109 450 чел. |  |

## Символика
Деревом города считается Fagus crenata, цветком — Ipomoea nil, птицей — Cettia diphone.